# Clipstone (Bedfordshire)
Clipstone – osada w Anglii, w hrabstwie ceremonialnym Bedfordshire, w dystrykcie (unitary authority) Central Bedfordshire. Leży 26 km na południowy zachód od centrum miasta Bedford i 58 km na północny zachód od centrum Londynu.